# Калькуттська чорна яма

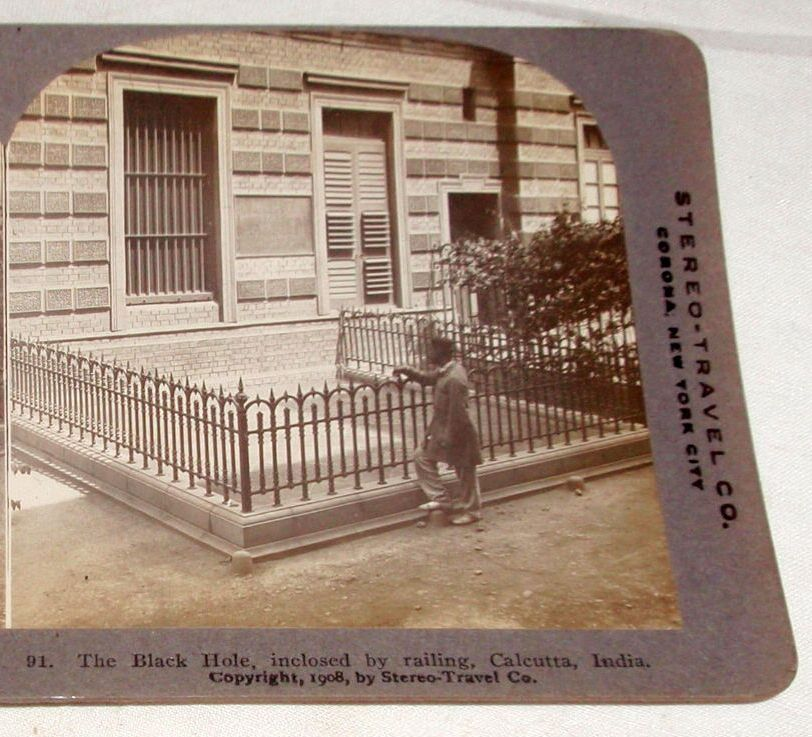
Калькуттська чорна яма

Калькуттська чорна яма — усталена назва маленької тюремної камери у калькуттському Форт-Вільямі, де вночі на 20 червня 1756 року були закатовані багато англійців, які захищали місто. Туди їх кинув бенгальський наваб Сірадж-уд-Даула, який захопив Калькутту у відповідь на її укріплення англійцями, що порушувало домовленості, яких було досягнуто раніше.
Відповідно до звіту командира гарнізону Джеймса Голвелла зі 146 бранців «чорної ями» вижили тільки 23 особи. Той інцидент широко мусувався як зразок варварства наваба та послугував приводом для взяття 1757 року Калькутти Робертом Клайвом, а потім і підкорення ним усієї Бенгалії. Однак нині вважається, що дані Голвелла про число ув'язнених і загиблих у «чорній ямі» були перебільшені.